# Scattering di elettroni
Lo scattering di elettroni è un processo tramite il quale un elettrone è deflesso dalla sua traiettoria originaria.
Gli elettroni sono particelle cariche che risentono della forza elettromagnetica. Essi subiscono scattering da parte di altre particelle cariche interagendo attraverso forze elettrostatiche di Coulomb. Inoltre, se è presente un campo magnetico, un elettrone in movimento sarà deflesso dalla forza di Lorentz. Una descrizione estremamente accurata dello scattering elettronico, che include aspetti quantistica e relativistici, è data dalla elettrodinamica quantistica. 
I comuni processi di scattering elettronico includono:
1. l'effetto Compton e lo scattering Rayleigh, in cui un elettrone assorbe un fotone e lo riemette;
2. lo scattering Møller, dovuto all'interazione fra due elettroni;
3. lo scattering Bhabha, diffusione tra un elettrone e un positrone;
4. bremsstrahlung, in cui un elettrone viene deviato con un nucleo emettendo fotoni;
5. scattering anelastico profondo, in cui elettroni ad elevata energia interagiscono con un nucleo scindendolo;
6. radiazione di sincrotrone in cui un elettrone interagisce con un campo magnetico esterno ed emette un fotone.